# 흑치사차
흑치사차(黑齒沙次, ?~?)는 백제의 관료이다.

## 생애
백제에서 달솔을 지냈으며,  흑치상지묘지명과 흑치준묘지명에서 각각 흑치사차(黑齒沙次), 흑치사자(黑齒沙子)로 표기되어 있다. 부여씨에서 분관한 흑치씨 사람이지만 대대로 좌평직을 지낸 대성팔족 출신들과 다르게 달솔직을 지낸 점을 보아 차상급의 귀족 신분을 지녔을 것으로 추정된다.